# Cenotafio de Newton

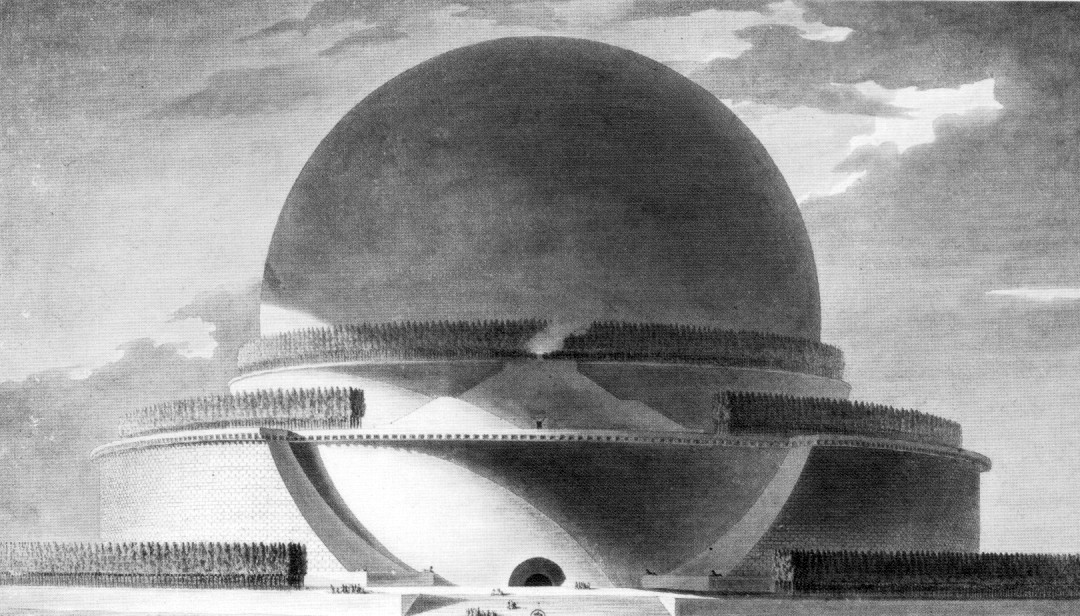
La fachada.

El cenotafio de Newton es un célebre proyecto con connotaciones utópicas realizado en 1784 por el arquitecto francés Étienne-Louis Boullée, y dedicado a Isaac Newton.
Boullée, maravillado por las teorías newtonianas y la figura de uno de los mayores científicos de todo el mundo, planteó la realización de un cenotafio, es decir, un monumento funerario conmemorativo. Su diseño ilustra a la perfección las características generales de su trabajo y el de la arquitectura de finales del siglo xviii: grandes masas simples, libres de toda decoración superflua, y edificios cuyas formas expresan su propósito.
El edificio es básicamente una gran esfera que representa tanto a la tierra como a los descubrimientos de Newton. Se accede por la base y, a pesar de su tamaño, solo se puede ocupar interiormente en un área reducida de esta base. Su superficie se encuentra hábilmente perforada para que durante el día los rayos de luz entren en su interior y parezca la imagen nocturna de la bóveda celeste. De noche, un gran foco de luz artificial en su centro reproduce la imagen diurna.

## Contexto histórico
Nacido en Francia, hijo de un arquitecto, estudió pintura pero luego se pasó a la arquitectura por petición paterna. Estudió con Jacques-François Blondel, Germain Boffrand y Jean-Laurent Le Geay, de quienes aprendió el estilo de arquitectura clásica francesa predominante en los siglos xvii y xviii y el neoclasicismo hacia el que evolucionó a mediados de siglo.
En 1762 entra a formar parte de la Academia real de arquitectura de París y se convirtió en el arquitecto en jefe de Federico II el Grande de Prusia, un título en gran medida honorario. Diseñó una serie de casas particulares desde 1762 hasta 1778, aunque la mayor parte de ellas no se conservan; entre los ejemplos supervivientes destacan el Hôtel Alexandre y Hôtel de Brunoy, ambos en París. Junto a Claude Nicolas Ledoux fue una de las más influyentes figuras de la arquitectura neoclásica francesa.
Boullée promovió la idea de hacer una arquitectura expresiva de su propósito, una doctrina que sus detractores llamaron architecture parlante («arquitectura parlante»), que fue un elemento esencial en la formación arquitectónica Beaux Arts a finales del siglo xix. El auténtico significado de las solemnes composiciones de Boullée, como el de los dibujos de otros arquitectos revolucionarios, es que son la expresión de la pura investigación formal, como un fin en sí misma.

## Descripción

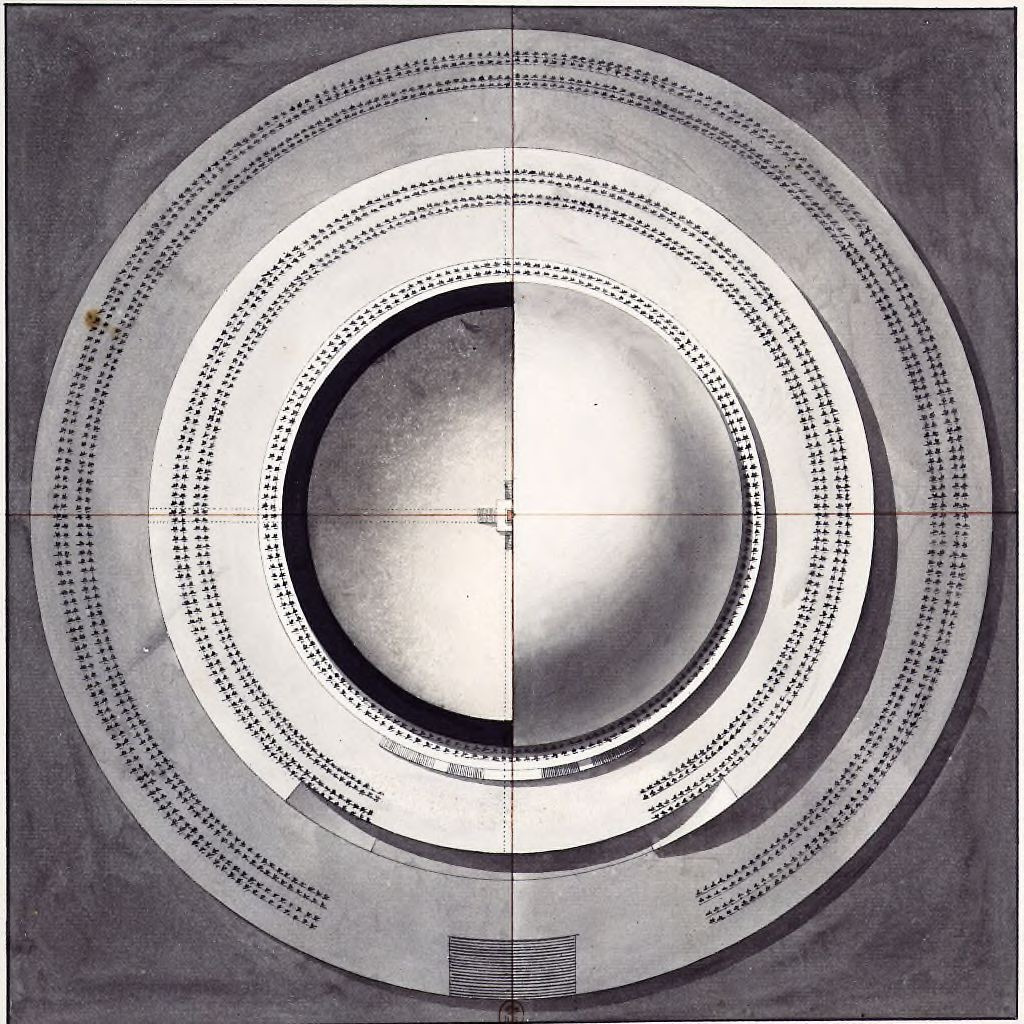
Étienne-Louis Boullée, Cenotafio de Newton.

El diseño, con sus colosales dimensiones y sus formas geométricas elementales, en las que confluyen los ideales de la Ilustración, representa la obra más célebre del arquitecto francés y es un estandarte de la llamada arquitectura revolucionaria. El proyecto data de 1784; sin embargo, no fue realizado debido a la insuficiencia de los materiales y de las técnicas de construcción de la época.
El proyecto estaba constituido por una inmensa esfera hueca de más de ciento cincuenta metros de altura, colocada sobre una terraza que sirve para sostener el hemisferio inferior y absorber los empujes de la mitad superior; en su exterior se contemplaban tres altas terrazas sobre las cuales estaban colocados otros tantos anillos concéntricos de cipreses, como en los antiguos mausoleos romanos.

El objetivo del proyecto era generar en el observador sensaciones tanto grandiosas como inquietantes delante de un espacio que debía reproducir la inmensidad del universo. La ciclópea cavidad en el interior del cenotafio, ocupada solo por el sarcófago conmemorativo, habría ofrecido visiones cósmicas diferentes según el momento del día. Durante las horas diurnas, la esfera habría imitado la bóveda celeste con todas sus constelaciones, obtenidas mediante el filtrado de la luz a través de las oportunas aperturas en la cubierta; de noche, en cambio, el complejo habría proporcionado efectos diurnos, conseguidos mediante la ascensión de un enorme globo con forma de esfera armilar que, suspendido en el centro de la cavidad, habría iluminado toda la estructura. De esta manera, los restos de Isaac Newton se habrían colocado en una estructura capaz de recrear un modelo en miniatura del universo, cuya dinámica fue descubierta precisamente por el científico inglés mediante la ley de gravitación universal.

### Interior
Es una vasta esfera a cuyo centro de gravedad accedemos por medio de una abertura practicada en el zócalo, sobre el que la tumba está situada. Desde cualquier lugar a donde lleguen las miradas no se percibe más que una superficie continua que no ofrece ni principio ni fin y que, cuanto más lo rodeamos, más se agranda. Aislado por todas partes, sus miradas no pueden dirigirse más que hacia la inmensidad del cielo, la tumba es el único objeto material.

### La luz
Parecida a la de una noche pura, producida por los astros y las estrellas que decoran la bóveda del cielo. La disposición de los astros es conforme a la que presentan en la naturaleza. Estos astros están figurados y conformados por pequeñas aberturas en forma de embudos; la luz exterior, al penetrar a través de estas aberturas en el oscuro interior, contornea todos los objetos expresados en la bóveda. Esta luz es más viva y centellada, de tal manera que al iluminar el monumento, expresaría el efecto de los astros de la forma más brillante.